# فلسفه اخلاق مدرن
فلسفه اخلاق مدرن (به انگلیسی: Modern Moral Philosophy)، مقاله‌ای در مورد فلسفه اخلاق است که توسط الیزابت انسکوم نوشته شده‌است، و در مجله فلسفه منتشر شده‌است (جلد۳۳، شماره ۱۲۴ (ژانویه ۱۹۵۸).
این مقاله بر ظهور اخلاق فضیلت معاصر تأثیر گذاشته‌است، به‌ویژه از طریق کار السدیر مک‌اینتایر. شایان ذکر است که اصطلاح «نتیجه‌گرایی» برای اولین بار در این مقاله ابداع شد.

## رساله‌ها
در ابتدای مقاله نکات اصلی آن به‌طور خلاصه بیان شده‌است:
من با بیان سه رساله که در این مقاله ارائه می‌کنم، شروع می‌کنم. اول این‌که در حال حاضر انجام فلسفه اخلاق برای ما سودی ندارد. به هر حال باید آن را کنار گذاشت تا زمانی که فلسفه روان‌شناسی مناسبی داشته باشیم که البته در آن کمبود داریم. دوم این‌که مفاهیم الزام و تکلیف - یعنی الزام اخلاقی و وظیفه اخلاقی - و آنچه از نظر اخلاقی درست و نادرست است و مفهوم اخلاقی «باید» کنار گذاشته شود، اگر این امر از نظر روانی باشد. ممکن است؛ زیرا آن‌ها بقا یا مشتقاتی از بقا هستند، از تصور قبلی از اخلاق که دیگر به‌طور کلی باقی نمی‌ماند و بدون آن فقط مضر است. رساله سوم من این است که تفاوت بین نویسندگان مشهور انگلیسی در زمینه فلسفه اخلاق از سیدگویک تا امروز اهمیت چندانی ندارد.

## انتقاد
جان واردل استدلال می‌کرد که انسکوم درک هنری سیجویک از مفهوم فروتنی را وقتی به این نتیجه می‌رسد که «نوعی از دروغ‌گویی» است، که به اشتباه ارائه کرده‌است.

## برای مطالعه بیش‌تر
- اخلاق فضیلت، ویرایش‌شده توسط راجر کریسپ و مایکل اسلات، آکسفورد، ۱۹۹۷. شابک ‎۰-۱۹-۸۷۵۱۸۹-۳، شابک ۰-۱۹-۸۷۵۱۸۹-۳.
- السدیر مک‌اینتایر، در پی فضیلت: مطالعه‌ای در نظریه اخلاق، لندن، ۱۹۸۵ (ویرایش دوم). شابک ‎۰-۲۶۸-۰۰۶۱۱-۳، شابک ۰-۲۶۸-۰۰۶۱۱-۳.